# Чоглоков, Павел Николаевич
Па́вел Никола́евич Чогло́ков (18 января 1772 — 3 апреля 1832) — русский командир во время наполеоновских войн, генерал-лейтенант Русской императорской армии.

## Биография
Павел Николаевич Чоглоков родился 18 января 1772 года в Санкт-Петербурге в дворянской семье. Со стороны отца внук обер-гофмейстера Николая Чоглокова и Марии Гендриковой, кузины императрицы Елизаветы Петровны. Со стороны матери — внук А. Ф. Бередникова, коменданта Шлиссельбургской крепости. Через Гендриковых приходился четвероюродным братом императорам Александру I и Николаю I. От родителей унаследовал мызу Колтуши под Петербургом. Сестра его Александра была женой князя М. П. Баратаева.
Воспитание получил в Императорском сухопутном шляхетном кадетском корпусе, по окончании курса которого был произведён, 8 июня 1790 года, в поручики Псковского мушкетёрского пехотного полка.

Принимал участие в Русско-шведской войне (1790) и польских событиях 1794 года; за последние 1 января 1795 года Чоглоков был награждён Орденом Святого Георгия 4-го класса № 611: 
Во всемилостивейшем уважении на усердную службу и отличное мужество, оказанное 24-го октября при взятии приступом сильно укрепленного Варшавского предместия, именуемого Прага.
За отличия, оказанные в этой войне, он получил два чина, а 7 ноября 1798 года был произведён в подполковники. Однако, 30 июня 1799 года, за какое-то упущение в своем (Кексгольмском) полку во время парада, он был, по распоряжению императора Павла I, исключён из службы; но уже 4 ноября 1800 года снова принят в тот же Кексгольмский полк, а три дня спустя произведён в полковники. 12 октября 1803 года Чоглоков был назначен командиром Кексгольмского полка, с которым сражался в Войне третьей коалиции, состоя в корпусе графа Толстого.
24 августа 1806 года полковник Чоглоков был назначен шефом Перновского 3-го гренадерского полка, который сам и сформировал в Санкт-Петербурге из шести рот, отчисленных от Кексгольмского мушкетёрского полка, с добавлением рекрутов и с которым бился с наполеоновской армией в Войне четвёртой коалиции в русско-шведской войне 1808—1809 гг. За отличия в последней 24 июня 1808 года был произведён в генерал-майоры.

В 1812 году, после вторжения Наполеона в Россию, Чоглоков был назначен командиром 1-й бригады 11-й пехотной дивизии. Вскоре ему пришлось сразиться с французами сначала в бою под Островной, а потом в баталии под Смоленском. За храбрость и распорядительность в Бородинской битве, он был награждён орденом Святой Анны 1-й степени; затем, находясь в авангарде, под командой Милорадовича принял самое деятельное участие в сражении под Вязьмой. С Перновским и Кексгольмским полком он ворвался в Вязьму, занятую многочисленным французским корпусом. За этот подвиг П. Н. Чоглоков был 3 июня 1813 года награждён орденом Святого Георгия 3-го класса № 300: 
В награду за отличную храбрость и мужество, оказанные в сражении против французских войск 4-6 ноября 1812 года под Красным.
После изгнания неприятеля из пределов Российской империи он принял участие в ряде ключевых сражений Войны шестой коалиции, за заслуги в которой Чоглоков был произведён 8 октября 1813 года в генерал-лейтенанты; закончил войну в Париже.
В день своего возвращения на родную землю генерал-лейтенант Чоглоков был утверждён начальником 1-й гренадерской дивизии. Однако долго в этой должности ему пробыть не пришлось, так как расстроенное здоровье вынудило его сначала в 1817 году зачислиться по армии, а в следующем году попросить отставку, в которую он был с почётом отправлен 23 ноября 1818 года. 
Павел Николаевич Чоглоков умер 3 апреля 1832 года и был похоронен близ православной церкви села Колтуши Шлиссельбургского уезда Санкт-Петербургской губернии. Супруга Мария Андреевна (урождённая Лачинова, 1779-1846), сестра генерал-майора Александра Андреевича Лачинова, пережила его на 14 лет.

## Память о Чоглокове
В честь генерала Чоглокова названа улица в городе Колтуши Всеволожского района Ленинградской области. На этой улице 7 сентября 2012 года был торжественно открыт памятник генералу.

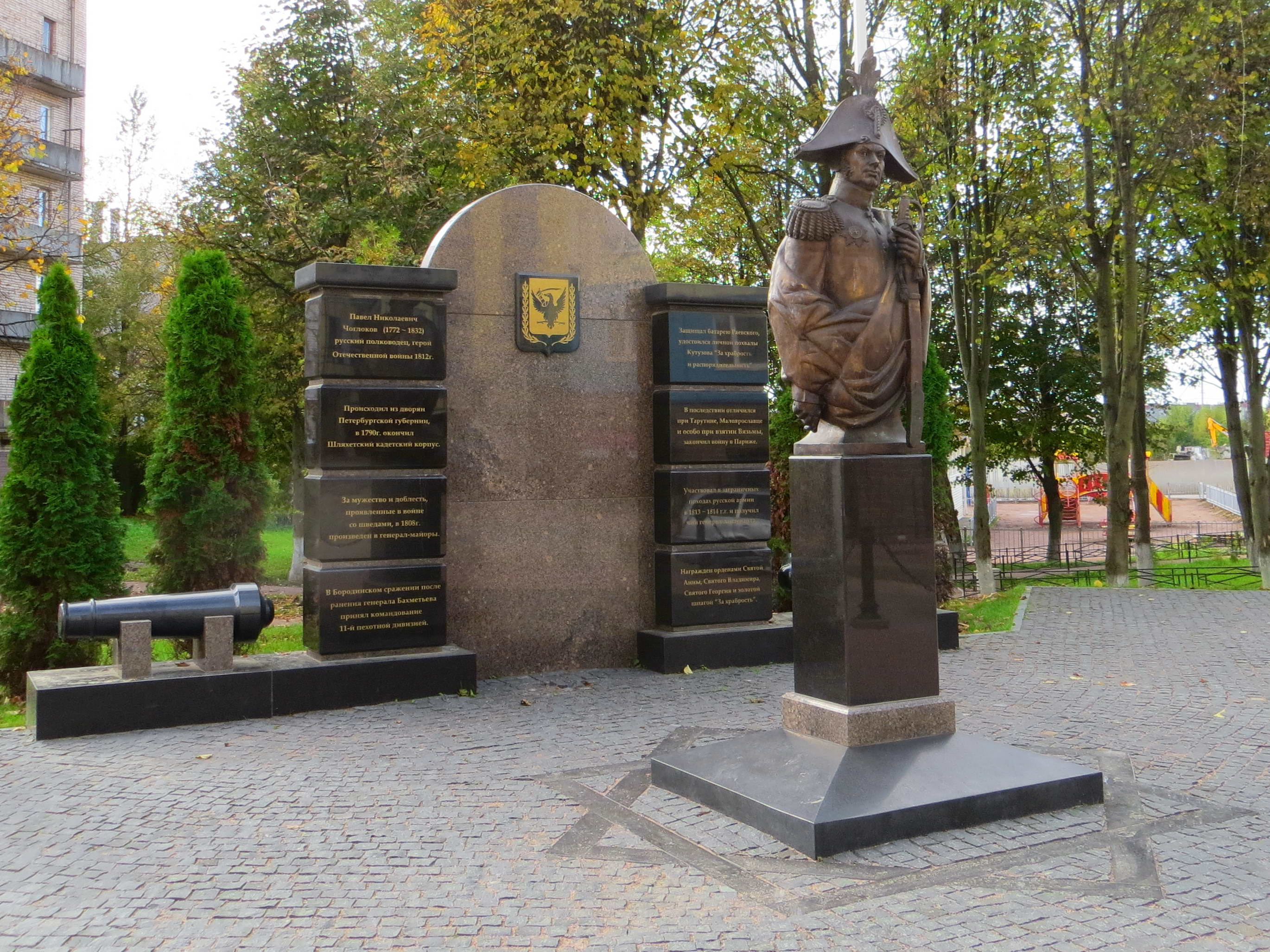
Памятник генералу П. Н. Чоглокову в Колтушах